# Temporada 1968-69 de los Baltimore Bullets
La temporada 1968-69 fue la octava de los Baltimore Bullets en la NBA, y la quinta en su localización de Baltimore, Maryland. La temporada regular acabó con 57 victorias y 25 derrotas, ocupando el primer puesto de la División Este, cayendo en los playoffs, en semifinales de división, ante New York Knicks.

## Elecciones en elDraft
| Ronda | Puesto | Jugador    | Posición | Nacionalidad   | Universidad |
| ----- | ------ | ---------- | -------- | -------------- | ----------- |
| 1     | 2      | Wes Unseld | Pívot    | Estados Unidos | Louisville  |
| 2     | 18     | Bob Quick  | Alero    | Estados Unidos | Xavier      |
| 8     | 96     | Barry Orms | Base     | Estados Unidos | Saint Louis |

## Temporada regular
| División Este        | División Este | División Este | División Este | División Este | División Este | División Este | División Este | División Este |
| Equipo               | G             | P             | %             | PD            | Casa          | Fuera         | Neutral       | Div           |
| -------------------- | ------------- | ------------- | ------------- | ------------- | ------------- | ------------- | ------------- | ------------- |
| x-Baltimore Bullets  | 57            | 25            | .695          | –             | 29–9          | 24–15         | 4–1           | 26–14         |
| x-Philadelphia 76ers | 55            | 27            | .671          | 2             | 26–8          | 24–16         | 5–3           | 23–17         |
| x-New York Knicks    | 54            | 28            | .659          | 3             | 30–7          | 19–20         | 5–1           | 26–14         |
| x-Boston Celtics     | 48            | 34            | .585          | 9             | 24–12         | 21–19         | 3–3           | 23–17         |
| Cincinnati Royals    | 41            | 41            | .500          | 16            | 15-13         | 16–21         | 10–7          | 20–20         |
| Detroit Pistons      | 32            | 50            | .390          | 25            | 21–17         | 7–30          | 4–3           | 13–27         |
| Milwaukee Bucks      | 27            | 55            | .329          | 30            | 15–19         | 8–27          | 4–9           | 7–29          |

## Playoffs

### Semifinales de División
Baltimore Bullets vs. New York Knicks 
| Fecha       | Partido                                    | Ciudad     |
| ----------- | ------------------------------------------ | ---------- |
| 27 de marzo | Baltimore Bullets 101, New York Knicks 113 | Baltimore  |
| 29 de marzo | New York Knicks 107, Baltimore Bullets 91  | Nueva York |
| 30 de marzo | Baltimore Bullets 116, New York Knicks 119 | Baltimore  |
| 2 de abril  | New York Knicks 115, Baltimore Bullets 108 | Nueva York |
|             | New York Knicks gana las series 4-0        |            |

## Estadísticas
| Rk | Jugador        | Edad | P  | PT | MP   | TC   | TCI  | %TC  | TL  | TLI | %TL  | RB   | AS  | FP  | PTS  |
| 1  | Kevin Loughery | 28   | 80 |    | 39.2 | 9.0  | 20.5 | .438 | 4.7 | 5.8 | .803 | 3.3  | 4.8 | 3.7 | 22.6 |
| 2  | Earl Monroe    | 24   | 80 |    | 38.4 | 10.1 | 23.0 | .440 | 5.6 | 7.3 | .768 | 3.5  | 4.9 | 3.3 | 25.8 |
| 3  | Wes Unseld     | 22   | 82 |    | 36.2 | 5.2  | 10.9 | .476 | 3.4 | 5.6 | .605 | 18.2 | 2.6 | 3.4 | 13.8 |
| 4  | Gus Johnson    | 30   | 49 |    | 34.1 | 7.3  | 16.0 | .459 | 3.3 | 4.6 | .717 | 11.6 | 2.0 | 3.6 | 17.9 |
| 5  | Jack Marin     | 24   | 82 |    | 33.0 | 6.2  | 13.5 | .455 | 3.6 | 4.3 | .830 | 7.4  | 2.8 | 3.4 | 15.9 |
| 6  | Ray Scott      | 30   | 82 |    | 26.4 | 4.7  | 11.3 | .416 | 2.4 | 3.1 | .759 | 8.8  | 1.6 | 2.6 | 11.8 |
| 7  | Leroy Ellis    | 28   | 80 |    | 20.0 | 2.9  | 6.6  | .435 | 1.5 | 1.9 | .755 | 6.4  | 0.9 | 2.1 | 7.2  |
| 8  | John Barnhill  | 30   | 30 |    | 16.8 | 2.5  | 5.8  | .434 | 1.3 | 2.2 | .600 | 1.8  | 2.4 | 2.1 | 6.4  |
| 9  | Barry Orms     | 22   | 64 |    | 14.3 | 1.2  | 3.8  | .309 | 0.5 | 0.9 | .483 | 2.5  | 0.8 | 2.4 | 2.8  |
| 10 | Ed Manning     | 25   | 63 |    | 11.5 | 2.0  | 4.6  | .448 | 0.6 | 0.9 | .648 | 3.9  | 0.3 | 1.9 | 4.7  |
| 11 | Bob Quick      | 22   | 28 |    | 5.5  | 1.1  | 2.6  | .411 | 1.0 | 1.6 | .614 | 0.9  | 0.4 | 0.5 | 3.1  |
| 12 | Bob Ferry      | 31   | 7  |    | 5.1  | 0.7  | 2.0  | .357 | 0.4 | 0.9 | .500 | 1.3  | 0.6 | 0.4 | 1.9  |
| 13 | Tom Workman    | 24   | 21 |    | 4.1  | 1.0  | 2.6  | .407 | 0.4 | 0.7 | .600 | 1.3  | 0.1 | 0.8 | 2.5  |

## Galardones y récords
| Jugador     | Galardón                                                                 |
| Wes Unseld  | MVP de la NBA Rookie del Año de la NBA Mejor quinteto de la NBA All-Star |
| Earl Monroe | Mejor quinteto de la NBA All-Star                                        |
| Gus Johnson | All-Star                                                                 |